# Gemeentehuis van Steenbergen
Het gemeentehuis is het hoofdgebouw van de gemeente Steenbergen gelegen aan Buiten de Veste 1, net buiten het centrum.

## Gebouw
Na de gemeentelijke herindelingen in Noord-Brabant in 1997, toen de voormalige gemeenten Nieuw-Vossemeer en Dinteloord en Prinsenland bij de gemeente Steenbergen werden gevoegd, werd besloten om over te gaan tot de bouw van een nieuw gemeentehuis omdat het stadhuis en aanverwante gebouwen te klein en gedecentraliseerd waren. 
Eind 2005 werd begonnen met de bouw, en begin 2007 was het gebouw af. Het nieuwe gemeentehuis van Steenbergen werd officieel geopend in aanwezigheid van 300 genodigden door burgemeester Jan Hoogendoorn en Commissaris van de Koningin Hanja Maij-Weggen. Aansluitend was er een groot concert met ruim 200 muzikanten en ruim 75 koorleden afkomstig uit alle kernen van de gemeente.
Het gebouw is ontworpen door architect Eric van Pelt en bestaat uit een gebouw uit één stuk, met een driehoekige basisvorm. De scherpste gebouwhoek wordt gevormd door een toren die gedeeltelijk boven de daklijn uitsteekt.